# Lepanthes dunstervilleorum
Lepanthes dunstervilleorum är en orkidéart som beskrevs av Ernesto Foldats. Lepanthes dunstervilleorum ingår i släktet Lepanthes och familjen orkidéer. Inga underarter finns listade i Catalogue of Life.